# Zpoc
O ZPoC é um programa de compartilhamento de arquivos, preferencialmente de músicas. 
O programa ZpoC é um p2p, isto é, um programa como tantos outros para compartilhar arquivos, como o Kazaa ou Emule, por exemplo. O programa é usado para compartilhas vários tipos de arquivos entre os usuários, porém o mais comum é a troca de músicas em MP3.
O diferencial do Zpoc para os outros programas de compartilhamento é que ele tem uma essência cristã, pois seus operadores e criadores são todos evangélicos. Por isso, o programa acabou se tornando um reduto para troca de músicas gospel (evangélicas) por pessoas do mundo todo.
Porém, apesar de compartilhar músicas em MP3, o ZPoc afirma: “Se você está aqui para baixar músicas grátis, este programa não é para você. Os artistas e bandas trabalham duro o ano todo e necessitam do nosso apoio para poder continuar com o ministério que lhes cabe. Use o ZPoC para conhecer novas bandas e divulgá-las, mas comprem os CDs e ajudem nossos irmãos no ministério.”
Muitas pessoas, por desconhecimento da lei ou por pura comodidade, acham que baixar músicas ilegalmente não é crime, já que não está vendendo a música. Outros pensam que só é pirataria quando baixam uma música para comercializar. Isto não é verdade. Nos EUA, várias pessoas têm sido processadas por baixarem músicas e filmes, e isso tem sido feito num processo de intensificação da luta contra a pirataria.
Porém, de qualquer forma, o ZPoc afirma que se alguma banda ou cantor quiser retirar suas músicas do programa, basta entrar em contato com a administração do mesmo, que em questão de horas, as canções do artista serão removidas. Isso ocorreu com a banda Pillar, que pediu que suas músicas não fossem mais compartilhadas, e assim foi feito - seus arquivos não são mais compartilhados no programa.
Os usuários do Zpoc também afirmam que embora o programa seja de compartilhamento de arquivos, um dos pontos mais fortes dele é a interação entre as pessoas. O ZpoC conta hoje com mais de 10 mil usuários cadastrados, em sua maior parte brasileiros.
O Zpoc é dividido em salas, para melhor organização e comunicação dos usuários. A sala Cyber Café Brasil é uma das mais antigas e expressivas salas do ZPoC. A comunidade desta sala esteve engajada no trabalho pelo não desaparecimento do ZpoC, quando há alguns anos atrás algumas salas do programa começaram a se fechar. A sala Cyber Café Brasil, juntamente com seus usuários e responsáveis trataram de colocar uma lista de salas para rodar e começaram a manter um site brasileiro do ZPoC: https://web.archive.org/web/20070321161039/http://www.zpoc.com.br/, onde as pessoas podiam adquirir a última versão do programa em português e continuar tendo acesso ao programa.